# 上下定分の理
上下定分の理（じょうげていぶんのり、じょうげていぶんのことわり）は、江戸時代初期に朱子学の権威確立に尽力した林羅山が打ち出した一学説。幕藩体制の根幹をなす身分制度を正当化するための理論であり、宇宙の原理すなわち「理」は、人間関係では上下の身分関係として現れるという考え。

## 概要
はじめ京都の建仁寺で儒学と仏教を学んだ林羅山（林道春）は、慶長9年（1604年）、22歳のとき藤原惺窩のもとで宋学（朱子学）を学び、慶長12年（1607年）以降は、惺窩の推挙で江戸幕府に仕えた。羅山は、師の惺窩が朱子学以外の儒学に対しても寛容な姿勢をとったのとは異なり、陸象山や王陽明の学派を排除して朱子学の権威確立のため尽力した。
その羅山が打ち出したのが「上下定分の理」である。羅山は寛永6年（1629年）に著した自著『春鑑抄』において、「天は尊く地は卑し、天は高く地は低し。上下差別あるごとく、人にも又君は尊く、臣は卑しきぞ」と記している。
羅山によれば、天が上にあり、地が下にあることは時代の転変いかんによらない絶対不変の天理なのであり、それは君臣、父子、夫婦、兄弟などあらゆる人間社会の上下関係をも貫くものである。そして、士農工商の身分秩序もまた、天理によるものであるから不変不滅なものである、と述べる。朱子学の理気説にあっては、「理」とは本来万物のなかに存在し、万物を存在たらしめる根源・原理である。したがって、それは人間社会のなかにもあって、人間関係を秩序づける原理・法則として機能する、と羅山はとらえたのである。
そして羅山は、上述の『春鑑抄』において、国をよく治めるためには「序」（秩序・序列）を保つため、「敬」（つつしみあざむかない心）と、その具体的な現れである「礼」（礼儀・法度）が重要視されるべき、と説き、とくに身分に対して持敬（心のなかに「敬」を持ち続けること）を強調した（存心持敬）。羅山は、宇宙の原理である理をきわめれば、内に敬、外には礼として現れると説き、敬と礼が人倫の基本であり、理と心の一体化を説いたのである（居敬窮理）｡
林羅山は、江戸幕府の徳川家康・秀忠・家光・家綱の将軍4代に仕え、その侍講として儒書や史書を講じて幕政にも深くかかわった。その活躍は、『寛永諸家系図伝』『本朝通鑑』などの伝記・歴史の編纂、「武家諸法度」「諸士法度」などの撰定、外交文書の起草、朝鮮通信使の応接など多岐にわたっている。また、かれの努力によって朱子学は幕府の「正学」とされ、かれの子孫は林家として代々朱子学を講ずる家としてつづいた。
なお、ベルギー出身の歴史学者ヘルマン・オームスは、その著書のなかで、「上下定分の理」において語られる「名分」こそが徳川幕藩体制の原理と合致した「徳川イデオロギー」と称されるべきイデオロギーなのであり、その最も重要な部分を用意したのは、むしろ朱子学者であると同時に垂加神道の創始者としても知られる山崎闇斎であったと指摘している。